# Сокиринцы (Винницкая область)
Сокиринцы (укр. Сокиринці) — село в Винницком районе Винницкой области Украины.
Код КОАТУУ — 0520686303. Население по переписи 2001 года составляет 1275 человек. Почтовый индекс — 23207. Телефонный код — 432.
Занимает площадь 1,94 км².
В селе действует храм Великомученика Димитрия Солунского Винницкого районного благочиния Винницкой епархии Украинской православной церкви.

## Адрес местного совета
23207, Винницкая область, Винницкий р-н, с. Сокиринцы, ул. Шевченко, 31а